# コールドウェル級駆逐艦
コールドウェル級駆逐艦（コールドウェルきゅうくちくかん、英語: Caldwell-class destroyers）は、アメリカ海軍の駆逐艦の艦級。第一次世界大戦末期に活躍した。

## 設計
従来のアメリカ駆逐艦は、1898年度計画のベインブリッジ級から1915年度計画のサンプソン級に至るまで、順次に艦型を拡大しつつ、一貫して船首楼船型を採用してきた。これに対し、本級では初めて、平甲板型が採用されている。これは2・3番砲の配置および艦内配置の変更に伴うものであり、船殻重量の増加から青波を被る頻度は増えたものの、船体強度は向上したほか、船体中央部の乾舷を高めることで凌波性も改善するとともに、量産性の向上にも効果があった。
主機関も大きく改正されており、初めて全面的にギヤード・タービン機関を採用している。高速駆逐艦のプロトタイプ的性格を持つこともあって、機関および主缶は統一されておらず、ボイラーは4型式、ギヤード・タービンは3型式ある。ボイラーはいずれも重油専焼型で、建造所によってソーニクロフト缶、ヤーロー缶、バブコック・アンド・ウィルコックス缶、ノルマン缶が搭載された。タービンとしては、ゼネラル・エレクトリック社のカーチス・ギヤード・タービンとパーソンズ・ギヤード・タービンがあり、いずれも2軸推進を基本とするが、パーソンズ・ギヤード・タービン艦のうち2隻は3軸推進であった。なお、当初の計画では二番煙突と三番煙突は連結されて三本煙突の駆逐艦となる予定であり、「グウィン」「コナー」「ストックトン」は当初予定どおりに三本煙突艦となったが、残り3隻は四本煙突艦となった。
兵装は、基本的にはサンプソン級を踏襲して、艦砲として50口径4インチ単装砲4基、高角砲として37mm単装機銃2基、21インチ3連装魚雷発射管4基を搭載する。ただし「ストックトン」では1番砲を連装砲として砲熕火力を強化しているほか、「クレイブン」「グウィン」では高角砲を23口径3インチ単装砲に変更した。また第一次世界大戦でのUボートとの交戦を考慮して、本級では対潜兵器が追加装備されており、爆雷投下軌条2基を基本として、戦時中には爆雷投射機（Y砲）を装備した艦もあった。

## 同型艦
本級6隻は1916年度計画において建造が計画され、1917年から1918年にかけて建造された。
- コールドウェル (USS Caldwell, DD-69)

由来の人物は、第一次バーバリ戦争のトリポリ湾の戦いで戦死した第9砲艦乗組士官ジェームズ・R・コールドウェル大尉。
メア・アイランド海軍造船所にて1916年12月8日起工、1917年7月10日進水、1917年12月1日就役。1922年7月27日退役、1936年解体。
- クレイヴン→ルイス (USS Craven, DD-70→HMS Lewes)　※水雷艇TB-10以来の二代目

由来の人物は、南北戦争のモービル湾の海戦で触雷沈没したテカムセ号にて戦死したチュニス・A・M・クレイヴン中佐。
ノーフォーク海軍造船所にて1917年11月20日起工、1918年6月29日進水、1918年10月19日就役。1940年10月23日退役後英軍に移管（HMS Lewes）
- グウィン (USS Gwin, DD-71)　※水雷艇TB-16以来の二代目

由来の人物は、南北戦争のハイネスブラフの戦いで負傷し、1週間後に没したベントン号艦長ウィリアム・グウィン少佐。
シアトル・ドライドックにて1917年6月21日起工、進水日時不明、1920年3月20日就役。1922年6月28日退役、1939年3月解体。
- コナー→リーズ (USS Conner, DD-72→HMS Leeds)

由来の人物は、米墨戦争時に艦隊を率い、ベラクルス包囲戦で上陸支援を完遂したデビッド・コナー代将。
ウィリアム・クランプ・アンド・サンズにて1916年10月16日起工、進水日時不明、1918年1月12日就役。1940年10月23日退役後英軍に移管（HMS Leeds）
- ストックトン→ラドロー (USS Stockton, DD-73→HMS Ludlow)　※水雷艇TB-32以来の二代目

由来の人物は、米墨戦争時にカリフォルニア侵攻を担当し、沿岸の治安維持に従事したロバート・F・ストックトン代将。
ウィリアム・クランプ・アンド・サンズにて1916年10月16日起工、1917年11月26日進水、1917年11月26日就役。1940年10月23日退役後英軍に移管（HMS Ludlow）
- マンリー (USS Manley, DD-74/AG-28/APD-1)　※水雷艇TB-23以来の二代目

由来の人物は、独立戦争時に大陸海軍船長を歴任し、通商破壊や上陸作戦支援に従事したジョン・マンリー。
バス鉄工所にて1916年8月22日起工、1917年8月23日進水、1917年10月15日就役。1938年11月28日補助艦（AG-28）、1940年8月2日高速輸送艦（APD-1）を経て1945年11月19日退役後1946年解体。

### 戦歴
本級のうち、コールドウェルとグウィンは第二次世界大戦勃発前に除籍された。また、クレイヴン、コナー、ストックトンの3隻はレンドリース法によってイギリス海軍に貸与され、タウン級駆逐艦として使用された。コナーはリーズと改名され、1944年6月6日のノルマンディー上陸作戦ではゴールド・ビーチでの上陸支援を担当した。クレイヴンはリューズ、ストックトンはラッドロウと改名し、それぞれ船団護衛に従事した。3隻とも戦争を生き残り、2隻は標的艦として沈められ、1隻はスクラップとして売却された。残るマンリーは後に高速輸送艦（APD-1）に艦種変更された。前方のボイラーと煙突を撤去し、200名の海兵隊員を輸送できると同時に4隻のLCPを搭載できた。艦はガダルカナル島とクェゼリン環礁での戦闘に参加している。マンリーは戦争終結直前に駆逐艦に復帰したが、戦争終結後に除籍され解体された。